# Албанска голгота
Албанска голгота је устаљен назив за повлачење српске војске и прогнаних цивила преко завејаних планина Албаније и Црне Горе након инвазије Централних сила на Србију, у зиму 1915/16. током Првог светског рата. Ово повлачење је текло у више колона из правца Метохије ка обали Јадранског мора, где су Савезничке команде организовале транспорт бродовима и прихват до безбедносних одредишта, грчких острва у Јонском мору, Италији и северној Африци. Процењује се да је више десетина хиљада војника и цивила страдало током повлачења, од последица рањавања и исцрпљености. Након опоравка, око 150.000 припадника Српске војске се прикључило савезничким трупама на Солунском фронту, у јуну 1916. где су вођене тешке борбе све до краја рата и коначног ослобођења отаџбине. Свим учесницима, који су преживели овај епски марш, а потом и жестоке борбе на Солунском фронту, после рата уручивана је чувена спомен-медаља позната као Албанска споменица.

## Тројна инвазија и пад Србије
После победе српске војске у Колубарској бици, децембра 1914. на српском фронту до почетка јесени 1915. завладало је затишје. Међутим, под командом фелдмаршала Аугуста Макензена, Аустроугарска Балканска армија и 11. немачка армија од око 500.000 војника, 10 ескадрила авиона и са бројном речном флотилом на Дунаву и Сави, покренуле су 6. октобра 1915. највећу офанзиву на Краљевину Србију. До 15. октобра 1915, упркос крајњем пожртвовању српске војске, аустроугарска балканска војска правцем преко реке Саве и Дрине, и 11. немачка армија преко Дунава заузеле су Београд, Смедерево, Пожаревац и Голубац и створиле шири мостобран јужно од Саве и Дунава, натеравши српске трупе на повлачење према Јужној Србији.
Тог истог дана, 15. октобра 1915. без објаве рата, две бугарске комплетне армије потиснуле су слабе српске јединице, продрле у долину Јужне Мораве код Врања и до 22. октобра 1915. заузеле Куманово, Штип, Скопље, прекинуле моравско-вардарску комуникацију и онемогућиле повлачење српске војске према грчкој граници и Солуну. Друга половина октобра и почетак новембра протекли су у повлачењу српске војске према југу. Српска војска и избеглице су се нашле у безизлазној ситуацији на Косову и Метохији. Пут према Солуну је пресечен. Аустроугарска војска са северозапада, немачка војска са севера и бугарска армија са југа и истока напредују према Косову са јединим циљем да униште Српску војску у расулу. Једини пут Српској војсци и избеглицама према савезницима и јадранској обали водио је преко албанских планина.
Под притиском велике аустроугарско-немачке и бугарске офанзиве, Врховна команда српске војске 24. новембра 1915. године одлучила је да се трупе војске повуку преко Црне Горе и Албаније на Јадранско море. Та одлука је донета после неуспелог покушаја да се војска повуче долином Вардарa, због продора бугарске армије, пресецања комуникација и изостанка планираног продора савезника из Солуна. Српска војска је успела да избегне окружење. Али се војни и државни врх нашао пред дилемом шта даље да би се избегла најопаснија криза од почетка рата. Капитулација се категорички одбацила јер је она значила крај државе, а предлог војводе Живојина Мишића да се изврши против удар је одбијен јер није био адекватан односу снага. Државни врх донео је ипак одлуку да се изврши повлачење преко Албаније ка јадранској обали тамо би их дочекали Савезници помогли да се опораве, а онда би се опорављена Српска војска придружила савезничким снагама на Солунском фронту. Председник владе Никола Пашић упутио је савезничкој команди телеграм следеће садржине:
Србија иако се нашла у тешком положају, иако још може доћи и у још гори положај, решена је да иде до краја у борби против завојевача, одано и верно уз своје Савезнике издржаће цео рат, који ће завршити поразом непријатеља.
После ове одлуке цела влада са председником Пашићем и краљем Петром I отишла је у цркву. При изласку из цркве председника Пашића је опсела маса избеглог и уплашеног народа питајући шта ће с њима бити очекујући речи утехе. Председник Пашић је уплашеном народу одговорио: Народе не бојте се, добро бити неће! У Риму је 23. новембра 1915. основана комисија за снабдевање састављена од војно-поморских изасланика Француске, Уједињеног Краљевства, Русије, Италије и војног изасланика Србије. Договорено је да се образују базе у Скадру и Драчу где би се одмах почели упућивати савезнички бродови са храном и другим потребама. У међувремену српска влада постиже споразум са председником албанске владе Есад пашом, који се сврстао у савезнике, о преласку Српске војске преко Албаније.

## Повлачење
Стање српске војске је било изузетно неповољно, владао је општи замор, слаба исхрана, недостатак ратног материјала, а пристизала је зима. Ипак, војнополитичко вођство Србије није променило своје схватање савезништва и даљег вођења рата. Прва колона је кренула, 26. новембра 1915. из Призрена преко Везировог моста према Скадру и Љешу, у којој су били краљ, влада и дипломатски кор. Неколико дана касније, 30. новембра 1915. из Призрена креће друга колона, али другим правцем, преко Љум Куле, Пишкопеје, Елбасана и Тиране. А из Пећи у повлачење крећу све три српске армије, главнина војске, правцем Пећ - Андријевица - Подгорица - Скадар. Трупе Нових области правцем Ђаковица - Везиров мост - Љум Кула - Скадар, а Тимочка војска и одреди из западне Македоније преко Пишкопеје, Дебра и Струге у Елбасан. Српска влада је кренула 24. новембра из Призрена преко Љум Куле у Скадар, а за њом је кренула 26. новембра 1915. и Врховна команда.
Какво је било стање, говори саопштење немачке Врховне команде од 29. новембра: „Пошто српска војска више не постоји, већ постоје само њени бедни остаци који су се разбегли у дивље албанске и црногорске планине, где ће без хране по овој зими наћи своју смрт, то су прекинуте даље операције и неће се више издавати извештаји са балканског ратишта“.
Иако је стање било зрело за капитулацију, појавила се идеја о контраофанзиви која је потицала од војводе Живојина Мишића; на четири састанка (29. новембар - 1. децембар) са Степом Степановићем, Павлом Јуришићем Штурмом и Михаилом Живковићем, Мишић је предлагао контраофанзиву. Идеја није прихваћена, те је преостало да се поступи по наређењу Врховне команде.
Уништивши или закопавши тешке и пољске топове, српска војска је кренула 3. децембра пут Црне Горе и Албаније. Кретање је било споро по залеђеним путевима, а додатни проблем су представљали напади Албанаца који нису признавали власт Есад-паше Топтанија, савезника Србије. 13. децембра главнина српске војске је била између Андријевице и Подгорице, а у периоду од 15. до 21. децембра је стигла у околину Скадра. Према подацима српске Врховне команде, на албанску обалу је стигло око 110.000 војника и 2.350 официра. Претпоставља се да је од почетка повлачења живот изгубило око 72.000 људи. Укупно је преко Албаније прешло око 54.000, а преко Црне Горе око 90.000 људи.

## Долазак на јадранску обалу
После више од месец дана тешких маршева, по лошем времену, српска војска се окупила код Скадра, Драчa и Валоне. Долазак на албанску јадранску обалу није значио и коначан спас. На самој обали велики савезници нису били организовали задовољавајући прихват, а један савезник (Италија) се понашао као непријатељ. 28. децембар Николи Пашићу је уручена изјава италијанске владе у којој је речено да српска војска не прелази реку Шкумбу да не би дошла у сукоб са италијанском војском. У корист Срба је интервенисала руска дипломатија; пред руским послаником у Риму, италијански министар спољних послова Сиднеј Сонино се бранио да је учинио све што је могао за спас српске војске што се није косило са „животним интересима Италије“.
Никола Пашић је 15. јануара 1916. упутио циркулар руском цару Николају II тражећи помоћ. Он је стигао до цара Николаја 18. јануара и истог дана је Николај послао телеграм краљу Велике Британије и председнику Француске, у коме је рекао да ако српска војска не буде спасена, да ће Русија раскинути савез са њима. Интервенција руског цара је убрзала савезничку помоћ, а италијанска влада је дозволила Србима да уђу у Валону.

## Долазак на Крф
Дана 28. јануара француска влада је одлучила да њена морнарица одложи све друге транспорте док из Албаније не буде извучена српска војска. Од тога дана савезнички бродови су почели убрзано превожење. До 15. фебруара превезено је на грчко острво Крф 135.000 људи и у Бизерту око 10.000 људи. Прво искрцавање на Крфу, 'Острву спаса' како су га прозвали Срби, било је у пристаништу у Гувији (Говино), шест километара северно од града Крфа. До априла се на Крфу прикупило 151.828 војника и цивила. Материјалне трошкове опремања и издржавања српске војске преузеле су Француска и Велика Британија.
Први дани на Крфу су били ужасни за Србе. Савезници нису имали довољно времена да се припреме за адекватан прихват тако великог броја људи. Није било довољно хране, одеће, огрева и шаторске опреме, па су војници, измучени од напорног марша, масовно умирали. Ни временске прилике нису биле наклоњене српским војницима јер је киша непрекидно падала данима. Преморена и измучена војска је под ведрим небом, без шатора и заклона седам дана тешко подносила ледену кишу. На острву Видо су искрцавани најтежи рањеници и болесници и то су углавном били најмлађи које је повлачење највише погодило Од 23. јануара до 23. марта 1916 умрло је 4.847 људи. Мало острво Видо код Крфа, које је било организовано као болница, је претворено у „острво смрти“, а море око њега у „плаву гробницу“. Без могућности сахране, око 5.400 умрлих је спуштено у море. Из пијетета и поштовања према умрлим српским јунацима, грчки рибари наредних 50 година нису изловљавали рибу у том подручју.
На Крфу је Дринска дивизија под управом Крсте Смиљанића била смештена у Сан Матијасу које је у брдима и одакле се не види море. На слави града Крфа 1916. у свечаној литији која је носила мошти Светог Спиридона учествовали су краљ Петар I и митрополит Димитрије, као и српски војници.

## Последице
На овом путу српски народ је доживео један од највећих егзодуса у својој историји. У званичном извештају министра војног генерала Божидара Терзића, председнику владе Николи Пашићу пише да је нестало, умрло, погинуло или заробљено 243.877 људи. Француски маршал Жозеф Жофр је o томе рекао: „Повлачење наших савезника Срба, под околностима под којима је извршено, превазилази по страхотама све што је у историји као најтрагичније забележено“.
Српска војска се опоравила и реорганизовала до априла и таква је превезена на Солунски фронт где је добила свој сектор и играла важну улогу у његовом пробијању две године касније.

## Сећања
Током повлачења српске војске преко Албаније велики број војника је умро од хладноће, глади и исцрпљености. Неки од њихових гробова су остали сачувани, као на пример у Буризи код Скадра. У граду Фиру код локалног становништва сачувано је сећање на пролазак српске војске. У неким од приморских градова, као што је Валона, нема сачуваних гробова српске војске.
На острву Виду у Грчкој се налази споменички комплекс и у оквиру њега маузолеј. На Крфу се налази Српска кућа.

## Занимљивости
- Децембра 2015. године, мала група храбрих родољуба, ентузијаста и поштовалаца традиције и историје, организовала је експедицију под радним називом „Албанска голгота 100 година касније“ која је у част великим и одважним прецима након две недеље прешла комплетан пут повлачења Српске војске преко Албаније са Космета све до острва Крф.[8][9][10][11]
- Такође, исте године, организована је петочлана веслачка експедиција која је у част предака и обележавања стогодишњице од Албанске голготе и повлачења српске војске превеслала у малом чамцу грчка мора и том приликом за 35 дана прешла 1.200 km од места Кавале у Егејском мору до острва Крф и Видо у Јонском мору.[12]
- Албанска голгота је приказана у филму и серији „Краљ Петар Први“

## Галерија
- Аустроугарски војници испред споменика Карађорђу, у Београду, октобра 1915.
- Српско повлачење 1915
- Краљ Петар током повлачења
- Краљ Петар 1915
- Српско повлачење преко Косова 1915
- Српско повлачење преко планине1915
- Српско повлачење преко Албанских планина
- Српско дете пронађено на путу кроз Албанију
- Српска војска прелази преко реке Маће у Албанији (1915. година)
- Ешкићевић Излазак српске војске на море 1916
- Умрли српски војници на острву Видо, фебруара 1916. године.
- Српска војска на Крфу.
- Споменик императору Николају II и руским војницима који су погинулу за време Првог светског рата, у Београду. Саграђен је 1935. године по пројекту Роман Верховској.[13]